# La Ferté-Hauterive
La Ferté-Hauterive är en kommun i departementet Allier i regionen Auvergne-Rhône-Alpes i de centrala delarna av Frankrike. Kommunen ligger  i kantonen Neuilly-le-Réal som ligger i arrondissementet Moulins. År 2022 hade La Ferté-Hauterive 260 invånare.

## Befolkningsutveckling
Antalet invånare i kommunen La Ferté-Hauterive
Referens: INSEE